# I Miss You I'm Pregnant
I Miss You I'm Pregnant, Det svenska bandet Laaksos första album. 3 mars 2003 släpptes EP:n Aussie Girl EP med just låten Aussie Girl som titelspår, den låten dök först upp på albumet I Miss You I'm Pregnant.

## Låtlista
1. Fight the Fight
2. Aussie Girl
3. Loista Laakso
4. Clear
5. Demon
6. Month of Mist
7. Russkaja Ballad o Detsva
8. Emmylou
9. Eyes of Lust
10. Baby Close
11. Nick Drake
12. Sensation at Five
13. Laakso

## Singlar
- Demon, 22 december 2003

1. Demon

- Laakso, 3 juni 2004

1. Laakso